# Scoloplos
Scoloplos är ett släkte av ringmaskar som beskrevs av de Blainville 1828. Scoloplos ingår i familjen Orbiniidae.

## Dottertaxa tillScoloplos, i alfabetisk ordning[1][2]
- Scoloplos acmeceps
- Scoloplos acutissimus
- Scoloplos acutus
- Scoloplos agrestis
- Scoloplos armiger
- Scoloplos brevithorax
- Scoloplos chevalieri
- Scoloplos chrysochaeta
- Scoloplos cirratus
- Scoloplos cylindrifer
- Scoloplos dayi
- Scoloplos dendrobranchus
- Scoloplos dendrocirris
- Scoloplos depoorteri
- Scoloplos difficilis
- Scoloplos dubia
- Scoloplos ehlersi
- Scoloplos fimbriatus
- Scoloplos gracilis
- Scoloplos intermedius
- Scoloplos johnstonei
- Scoloplos latum
- Scoloplos madagascariensis
- Scoloplos marginatus
- Scoloplos marsupialis
- Scoloplos mazatlanensis
- Scoloplos naumovi
- Scoloplos novaehollandiae
- Scoloplos ohlini
- Scoloplos pseudosimplex
- Scoloplos robusta
- Scoloplos robustus
- Scoloplos rubra
- Scoloplos sagarensis
- Scoloplos similis
- Scoloplos spinigerus
- Scoloplos texana
- Scoloplos thalassae
- Scoloplos treadwelli
- Scoloplos tribulosus
- Scoloplos tumidus
- Scoloplos uniramus
- Scoloplos uschakovi
- Scoloplos verax